# Patrick Marleau
Patrick Denis Marleau (* 15. September 1979 in Swift Current, Saskatchewan) ist ein ehemaliger kanadischer Eishockeyspieler. Der linke Flügelstürmer war den Großteil seiner Karriere – von 1997 bis 2017 sowie von 2019 bis 2020 – für die San Jose Sharks in der National Hockey League (NHL) aktiv, die ihn im NHL Entry Draft 1997 an zweiter Position ausgewählt hatten. Bei der Mannschaft hält er diverse Franchise-Rekorde, unter anderem für die meisten Spiele und die meisten Scorerpunkte, und führte sie ab der Saison 2003/04 bis zum Sommer 2009 als Kapitän an. Seine Trikotnummer 12 wird in San Jose nicht mehr vergeben. Zwischen 2017 und 2019 lief er darüber hinaus für die Toronto Maple Leafs sowie 2020 kurzzeitig für die Pittsburgh Penguins auf. Im April 2021 bestritt er sein 1768. Spiel der regulären NHL-Saison und wurde somit zum Rekordspieler der Liga, wobei er Gordie Howe übertraf, der diese Bestmarke zuvor fast 60 Jahre lang gehalten hatte. Mit der kanadischen Nationalmannschaft gewann Marleau jeweils die Goldmedaille bei den Olympischen Winterspielen 2010 und 2014 sowie bei der Weltmeisterschaft 2003.

## Karriere

### Jugend
Marleau, der in Swift Current in der Provinz Saskatchewan geboren wurde, zog es, nachdem er als Juniorenspieler nahe seinem Geburtsort im benachbarten Aneroid aufgewachsen war und für die dort ansässigen Teams gespielt hatte, in die Western Hockey League zu den Seattle Thunderbirds. Dort lief der Stürmer von 1995 bis 1997 auf und war während dieser Zeit überaus erfolgreich. In 143 Spielen für das Team erzielte er 199 Punkte und wurde am Ende der Saison 1996/97 ins West First All-Star Team der Liga berufen.

### San Jose Sharks (1997–2017)

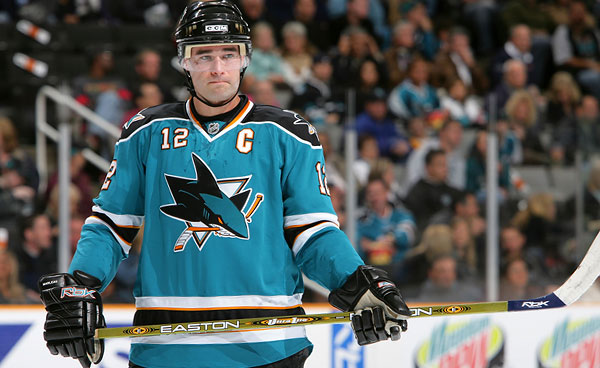
Marleau mit dem charakteristischen „C“ des Kapitäns (2007)

Durch seine starken Vorstellungen an der US-amerikanischen Westküste machte Marleau die San Jose Sharks auf sich aufmerksam, die ihn im NHL Entry Draft 1997 in der ersten Runde an zweiter Position auswählten, hinter seinem späteren Mannschaftskollegen Joe Thornton. Kurz nach seinem 18. Geburtstag gab Marleau am 1. Oktober 1997 sein Debüt in der National Hockey League, nachdem er im saisonvorbereitenden Trainingscamp des Teams einen starken Eindruck hinterlassen hatte. Sein erstes NHL-Tor am 19. Oktober 1997 machte ihn zum zweitjüngsten Spieler mit einem Torerfolg in der NHL seit dem Ende des Zweiten Weltkriegs. In den folgenden Jahren entwickelte sich Marleau von einem in einer defensiven Rolle spielenden Stürmer, der er in seiner Rookiesaison war, mehr und mehr zu einem Spieler mit offensiven Qualitäten und zudem zum Führungsspieler des Teams. So übernahm er zur Mitte der Saison 2003/04, am 5. Januar 2004, die Rolle des Mannschaftskapitäns, nachdem sein damaliger Mannschaftskollege und Kapitän des Teams Alyn McCauley dem Management empfohlen hatte, Marleau das Amt dauerhaft zu übertragen, da im Verlauf der Saison mehrere Spielern das „C“ getragen hatten.
Nach dem NHL-Lockout 2004/05 stellte er in der Saison 2005/06 Karrierebestmarken in den Kategorien Tore, Vorlagen und Punkte auf, zudem wurde er für die Lady Byng Memorial Trophy nominiert. Seit dem 4. Januar 2007 ist er der Spieler mit den meisten Punkten in der Franchise-Geschichte der Sharks und seit dem 11. Januar 2007 der Spieler mit den meisten Toren, zudem hat er auch die meisten Spiele für das Team bestritten und die meisten Tore vorbereitet.

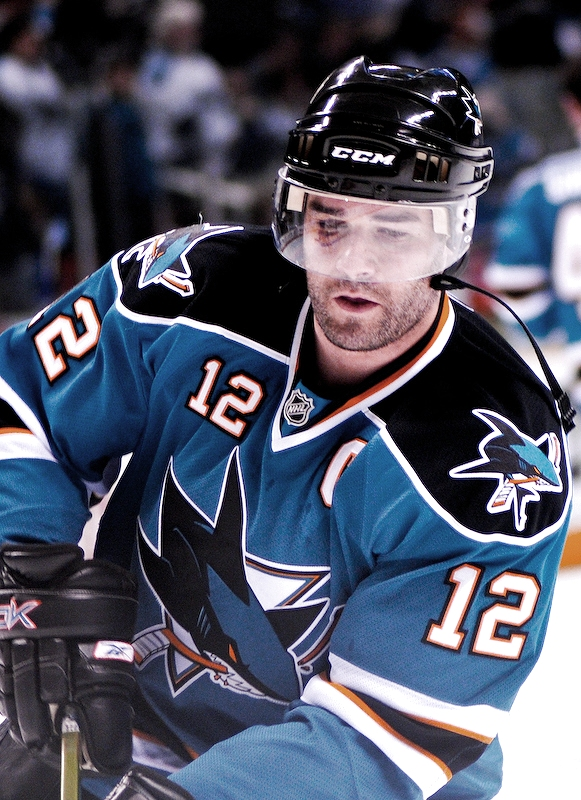
Marleau im Trikot der Sharks (2008)

Nach der enttäuschenden Leistung Marleaus im Verlauf der Playoffs der Saison 2006/07, in denen er in sechs Spielen gegen die Detroit Red Wings keinen Scorerpunkt erzielen konnte, keimten in der Sommerpause erstmals Wechselgerüchte auf und sein Name wurde mit den Toronto Maple Leafs und Montréal Canadiens in Verbindung gebracht. Die Sharks verlängerten seinen im Sommer 2008 auslaufenden Vertrag im August 2007 jedoch vorzeitig um zwei Jahre bis ins Jahr 2010 hinein. Trotzdem konnte der Center in der ersten Hälfte der Spielzeit 2007/08 nicht an die Leistungen vorheriger Jahre anknüpfen, wodurch weiterhin Gerüchte über einen möglichen Transfer des Kapitäns kursierten. Diese setzten sich auch im Verlauf des Sommers 2008 fort, obwohl sich Marleau im letzten Saisondrittel sowie in den Playoffs hatte deutlich steigern können. Seine 48 Scorerpunkte stellten dennoch eine deutliche Verschlechterung zu den beiden vorangegangenen Spielzeiten dar, in denen er 86 und 78 Punkte erreicht hatte. Bedingt durch einen Trainerwechsel in San Jose im Sommer 2008 wechselte Marleau zur Spielzeit 2008/09 auf den linken Flügel der ersten Angriffsreihe und fand zu alter Stärke zurück. Dennoch war der Trainerstab trotz des erstmaligen Gewinns der Presidents’ Trophy nicht mit seinem Kapitän zufrieden, da die Mannschaft bereits in der ersten Playoff-Runde ausschied. Marleau wurde daraufhin das Kapitänsamt entzogen und an Rob Blake weitergegeben. Davon unbeeindruckt spielte Marleau die beste erste Saisonhälfte seiner Karriere und war Mitte Januar 2010 der erste Spieler der Saison, der die 30-Tore-Marke erreichte. Mit 83 Scorerpunkten absolvierte er das zweitbeste Jahr seiner Karriere und gehörte auch in den folgenden Spielzeiten zu den Führungsspielern San Joses.
Erst in der Spielzeit 2015/16 – Marleau war inzwischen 36 Jahre alt und hatte seine 18. Saison mit den Sharks bestritten – fiel seine Punktausbeute erstmals seit seinem zweiten Jahr in der Liga unter die 50-Punkte-Marke. Dennoch war es das für das Team erfolgreichste Jahr in der Liga, da es erstmals die Finalserie um den Stanley Cup erreichte und dort den Pittsburgh Penguins in sechs Spielen unterlag. Zudem erzielte der Stürmer am 21. November 2015 den 1000. Scorerpunkt seiner Karriere.

### Toronto, Pittsburgh und zweimalige Rückkehr nach San Jose
Nach der Saison 2016/17, in der er am 2. Februar 2017 auch die Marke von 500 erzielten Toren erreichte, verlängerten die Sharks den Vertrag des 37-Jährigen nicht, woraufhin dieser das Team nach 20 Jahren verließ und am 2. Juli 2017 einen Dreijahresvertrag bei den Toronto Maple Leafs unterschrieb. Dieser sollte ihm ein durchschnittliches Jahresgehalt von 6,25 Millionen US-Dollar einbringen. Nach nur zwei der drei Vertragsjahre sahen sich die Maple Leafs jedoch gezwungen, den Angreifer aufgrund der angespannten Gehaltssituation (Salary Cap) an die Carolina Hurricanes abzugeben. Dafür schickten sie zusätzlich ein Erstrunden- sowie ein Siebtrunden-Wahlrecht im NHL Entry Draft 2020 nach Carolina, die darüber hinaus ein Sechstrunden-Wahlrecht im gleichen Draft nach Toronto transferierten. Das Erstrunden-Wahlrecht verfügte zudem über eine Top-10-Protection, hätte sich also automatisch um ein Jahr nach hinten verschoben, sofern sich der Pick unter den ersten zehn Positionen befindet; dies geschah nicht.
Wenige Tage später nach diesem Tauschgeschäft bezahlten die Hurricanes dem Angreifer das letzte Jahr seines Vertrages aus (buy-out), sodass er fortan als Free Agent auf der Suche nach einem neuen Arbeitgeber war. Diesen fand er im Oktober 2019 in den San Jose Sharks, sodass er im Rahmen eines Einjahresvertrages zu seinem früheren Arbeitgeber zurückkehrte. Bereits zur Trade Deadline im Februar 2020 wechselte der Kanadier jedoch abermals das Team, als ihn die Sharks im Tausch für ein konditionales Drittrunden-Wahlrecht im NHL Entry Draft 2021 an die Pittsburgh Penguins abgaben. Sofern die Penguins in den folgenden Playoffs den Stanley Cup gewonnen hätten, sollte aus dem Wahlrecht eines für die zweite Runde werden, was sich ebenfalls nicht erfüllte. Anschließend kehrte Marleau im Oktober 2020, abermals als Free Agent, zu den San Jose Sharks zurück, bei denen er erneut einen Einjahresvertrag erhielt.
Im Trikot der Sharks bestritt Marleau im April 2021 sein 1768. Spiel der regulären Saison und brach damit einen fast 60 Jahre alten NHL-Rekord, den zuvor Gordie Howe seit November 1961 gehalten hatte. Am Ende der Spielzeit 2020/21 verlängerten die Sharks seinen auslaufenden Vertrag nicht, was im weiteren Verlauf das Ende seiner aktiven Karriere bedeutete, das er im Mai 2022 offiziell verkündete. Er beendete seine Laufbahn mit nunmehr 1779 NHL-Partien, wobei ihm insgesamt 1197 Scorerpunkte gelangen.
Im Februar 2023 sperrten die San Jose Sharks seine Trikotnummer 12, sodass diese seither nicht mehr vergeben wird. Selbiges erfolgte neun Monate später bei seinem einstigen Juniorenteam, den Seattle Thunderbirds.

### International
Marleau lief mit der kanadischen Nationalmannschaft erstmals bei den Weltmeisterschaften 1999 und 2001 auf. Jedoch verbuchte er dabei keine nennenswerten Erfolg, da die Mannschaft 1999 im Spiel um den dritten Platz unterlag und 2001 bereits im Viertelfinale scheiterte. Beim World Cup of Hockey 2004 gewann er dann, obwohl er in keinem Spiel eingesetzt wurde, die Goldmedaille. Ebenso wie ein Jahr zuvor bei der Weltmeisterschaft 2003, bei der er aufgrund von diagnostiziertem Prostatakrebs bei seinem Vater eigentlich nicht spielen wollte. Bei der Weltmeisterschaft 2005 errang er mit dem Team die Silbermedaille, nachdem das Finale gegen Tschechien verloren ging. Im Sommer 2009 erhielt der Stürmer als einer von 46 Spielern eine Einladung in das vorbereitende Trainingscamp für die Olympischen Winterspiele 2010 in Vancouver. Die endgültige Bestätigung seiner Teilnahme erhielt er am 30. Dezember 2009. 2014 wurde er mit der kanadischen Nationalmannschaft Olympiasieger.

## Erfolge und Auszeichnungen
| - 1997 WHL West First All-Star Team - 1997 CHL Second All-Star Team - 2004 Teilnahme am NHL All-Star Game - 2007 Teilnahme am NHL All-Star Game | - 2009 Teilnahme am NHL All-Star Game - 2023 Sperrung der Trikotnummer 12 durch die San Jose Sharks - 2023 Sperrung der Trikotnummer 12 durch die Seattle Thunderbirds - 2024 Aufnahme in die Bay Area Sports Hall of Fame |

### International
| - 2003 Goldmedaille bei der Weltmeisterschaft - 2004 Goldmedaille beim World Cup of Hockey - 2005 Silbermedaille bei der Weltmeisterschaft | - 2010 Goldmedaille bei den Olympischen Winterspielen - 2014 Goldmedaille bei den Olympischen Winterspielen |

## Karrierestatistik

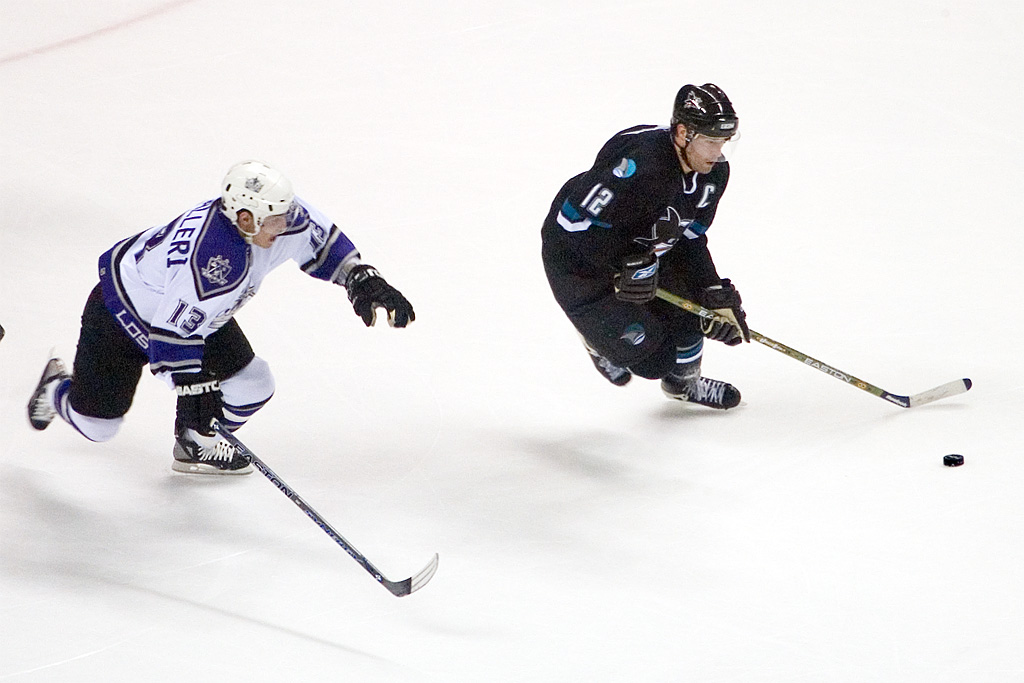
Marleau (rechts) im Duell mit Michael Cammalleri von den Los Angeles Kings

### International
Vertrat Kanada bei:
| - World U-17 Hockey Challenge 1995 - Weltmeisterschaft 1999 - Weltmeisterschaft 2001 - Weltmeisterschaft 2003 | - World Cup of Hockey 2004 - Weltmeisterschaft 2005 - Olympischen Winterspielen 2010 - Olympischen Winterspielen 2014 |

(Legende zur Spielerstatistik: Sp oder GP = absolvierte Spiele; T oder G = erzielte Tore; V oder A = erzielte Assists; Pkt oder Pts = erzielte Scorerpunkte; SM oder PIM = erhaltene Strafminuten; +/− = Plus/Minus-Bilanz; PP = erzielte Überzahltore; SH = erzielte Unterzahltore; GW = erzielte Siegtore; 1 Play-downs/Relegation; Kursiv: Statistik nicht vollständig)

## Sonstiges
Marleau gründete mit dem früheren NHL-Spieler Trent McCleary im Jahr 2001 die Trent McCleary – Patrick Marleau Sport and Recreation Foundation, welche Jugendliche im Alter von sechs bis 18 Jahren finanziell unterstützte, um deren sportliches Potential zu fördern. Ab 2007 unterstützte auch Travis Moen die Stiftung, wodurch diese anschließend Trent McCleary – Patrick Marleau – Travis Moen Sports and Recreation Foundation hieß. McCleary, der seine Karriere aufgrund eines Unfalls vorzeitig im Jahr 2000 beenden musste, Marleau und Moen stammen alle aus oder der Umgebung von Swift Current. 2011 wurde die Stiftung aufgelöst.